# ترانزستور شوتكي

هيكل الجهاز.

ترانزستور شوتكي هو مزيج من الترانزستور ووصلة شوتكي الذي يمنع الترانزستور من التشبع عن طريق تحويل تيار الإدخال الزائد. ويسمى أيضًا ترانزستور شوتكي مثبت.